# Όri Athamanon (Neraida)
Όri Athamanon (Neraida) este o arie protejată (arie specială de conservare — SAC, sit de importanță comunitară — SCI) din Grecia întinsă pe o suprafață de 18.912,76 ha, integral pe uscat.

## Localizare
Centrul sitului Όri Athamanon (Neraida) este situat la coordonatele 39°28′12″N 21°10′28″E / 39.470108°N 21.174387°E.

## Înființare
Situl Όri Athamanon (Neraida) a fost declarat sit de importanță comunitară în august 1996 pentru a proteja 1 specie de plante și 6 specii de animale. Situl a fost protejat și ca arie specială de conservare în martie 2011.

## Biodiversitate
Situată în ecoregiunea mediteraneană, aria protejată conține 13 habitate naturale: Râuri mediteraneene cu debit permanent cu specii de Paspalo-Agrostidion și galerii riverane de Salix și de Populus alba, Lande oro-mediteraneene cu formațiuni endemice de grozamă, Matorral arborescenți cu Juniperus spp., Formațiuni ierboase bogate în specii de Nardus, dezvoltate pe substraturi silicioase în zone montane (și în zone submontane, în Europa continentală), Grohotișuri est-mediteraneene, Pante stâncoase calcaroase cu vegetație casmofită, Peșteri inaccesibile publicului, Păduri de fag Luzulo-Fagetum, Păduri panonice-balcanice de stejar turcesc - stejar sesil, Păduri de fag elene cu Abies borisii-regis, Păduri de Platanus orientalis și Liquidambar orientalis (Platanion orientalis), Păduri de pin (sub-) mediteraneene cu pini negri endemici, Păduri endemice cu Juniperus spp..
La baza desemnării sitului se află mai multe specii protejate:
- plante (1): Solenanthus albanicus
- amfibieni (1): izvoraș-cu-burta-galbenă (Bombina variegata)
- mamifere (2): vidră de râu (Lutra lutra), urs brun (Ursus arctos)
- nevertebrate (1): Paracaloptenus caloptenoides
- pești (2): Barbus peloponnesius, Telestes pleurobipunctatus

Pe lângă speciile protejate, pe teritoriul sitului au mai fost identificate 7 specii de plante, 5 specii de amfibieni, 9 specii de mamifere, 2 specii de nevertebrate, 1 specie de pești, 9 specii de reptile.